# Cefej (zviježđe)
Cefej ili Kefej (grč. Kepheús, lat. Cepheus) je zviježđe sjeverne polutke, nazvano po Kefeju, liku iz grčke mitologije. Jedna je od 88 modernih i 48 originalnih Ptolemejevih konstelacija.
Cefej ima pet glavnih zvijezda, po izgledu je nalik na kuću. Ime je dobio po istoimenom mitološkom kralju Etiopije. Zviježđe je cirkumpolarno na našim zemljopisnim širinama.
U hrvatskomu jeziku većinom se rabi naziv Cefej, no kako je riječ grčkoga podrijetla,[nedostaje izvor] a ne latinskoga, rabi se i naziv Kefej.

## Povijest i mitologija
Cefej je bio kralj Etiopije. Bio je oženjen Kasiopejom i bio je otac Andromede, koji su zajedno s Cefejem ovjekovječeni kao moderna zviježđa.
Zajedno s ostalim zviježđima u blizini (Andromeda, Perzej, Kasiopeja, a možda i Pegaz i zviježđe Kit ispod Cefeja, ovo je možda izvor mita o Kasiopejinoj hvalisavošću, s kojim se obično identificira.

## Zvijezde
Alfa Cefeja, poznata i kao Alderamin, najsjajnija je zvijezda u Cefeju, s prividnom magnitudom 2,51.
γ Cephei je binarna zvijezda udaljena oko 50 svj. godina. Sustav se sastoji od narančaste zvijezde i crvenog patuljka. 
Zbog precesije zemljine osi, γ Cephei nebeski sjeverni pol će u periodu između 3000. i 5200. godine biti relativno blizu ove zvijezde, pa će ona imatu ulogu koju danas ima Sjevernjača. Pol će ovij zvijezdi biti najbliže oko 4000. godine.
δ Cephei je prototip promjenjivih zvijezda cefeida, udaljena 980 svjetlosnih godina od Zemlje. John Goodricke je 1784. otkrio da se radi o promjenjivoj zvijezdi. Prividni sjaj joj varira od 3.5 do 4.3, u periodu od 5 dana i 9 sati. δ Cep ima minimalnu veličinu od 40 sunčevih promjera i maksimalnu veličinu od 46 sunčevih promjera. To je također dvostruka zvijezda; žuta zvijezda također ima široko postavljenog suputnika plave boje magnitude 6,3.
U Cefeju postoji nekoliko istaknutih dvostrukih zvijezda i binarnih zvijezda. Omikron Cefeja (ο Cep) je binarna zvijezda s razdobljem od 800 godina. Sustav, udaljen 211 svjetlosnih godina od Zemlje, sastoji se od narančastog diva magnitude 4,9 i sekundarne zvijezde magnitude 7,1. 
Postoje tri crvena superdiva u zviježđu koja su vidljiva golim okom. Mu Cephei poznat je pod nazivom "Herschelova granatna zvijezda" zbog svoje tamnocrvene boje. To je poluregularna promjenljiva zvijezda koja varira između magnituda 3,4 i 5,1 tijekom 730 dana. Period rotacije je oko 2 godine. Zvijezda je radijusa oko 11,8 AJ. Ako bi bio smješten u središte našeg sunčevog sustava, proširio bi se do orbite Saturna.
Kao i Mu Cephei, VV Cephei (VV Cep) također je promjenljiv, u rasponu od veličina 4,8 do 5,4 m tijekom razdoblja od oko 20 godina. Treći crveni superidv je HR 8164, čija je prividna veličina 5,66 m.
Xi Cephei je još jedna binarna zvijezda, udaljena 102 svjetlosne godine od Zemlje, s razdobljem od 4.000 godina. Sustav se sastoji od plavo-bijele zvijezde magnitude 4,4 i žuti zvijezde magnitude 6,5.
Kruger 60 je binarna zvijezda 10. magnitude koja se sastoji od dva crvena patuljka. Njegove su komponente poznate kao Kruger 60 A i Kruger 60 B. Zvjezdani sustav udaljen je od Zemlje samo 13 svjetlosnih godina.

## Objekti dubokog neba
- NGC 188 je otvoreni skup koje se razlikuje po tome što je najbliži otvoreni skup sjevernom nebeskom polu, kao i jedno od najstarijih poznatih otvorenih skupova.
- NGC 6946 je spiralna galaktika u kojoj je primijećeno deset supernova, više nego u bilo kojoj drugoj galaktici.
- IC 469 je još jedna spiralna galaksija, koju karakterizira kompaktna jezgra, ovalnog oblika, s primjetnim bočnim krakovima.
- U maglici NGC 7538 dom je najveća do sada otkrivena protozvijezda.
- NGC 7023 je refleksijska maglica s pridruženim zvjezdanim skupom (Collinder 429); ukupna je magnituda 7,7 i udaljena je od Zemlje 1400 svjetlosnih godina. Maglica i skup nalaze se u blizini Bete Cefeja (β Cep)  i T Cep.[3]
- S 155, također poznata i kao maglica Špilja, mutna je i vrlo difuzna svijetla maglica unutar većeg kompleksa maglica koja sadrži emisijsku, odraznu i tamnu maglicu.
- Kvazar 6C B0014 + 8120 jedan je od najmoćnijih objekata u svemiru, a napaja ga supermasivna crna rupa ekvivalentna 40 milijardi Sunaca.[4]

## Prikazivanje
Cefej je najčešće prikazan kako drži ruke uvis, moleći se da božanstva poštede život Andromede. Također je prikazan kao kraljevniji monarh koji sjedi na svom prijestolju.

## Vanjske poveznice
- The Deep Photographic Guide to the Constellations: Cepheus
- Klikabilna mapa Cefeja  Arhivirana inačica izvorne stranice od 25. travnja 2006. (Wayback Machine)